# RENFE 251 sorozat
A RENFE 251 sorozat egy spanyol B'B'B' tengelyelrendezésű, 3 kV DC áramrendszerű villamosmozdony-sorozat. 1982 és 1983 között gyártotta a CAF, a MACOSA, a  WESA, a GEE és a MELCO. Összesen 30 db készült a sorozatból. A mozdonyokat nagy tömegű tehervonatok vontatására használták. 2011-ben még 28 mozdony szolgálatban volt.